# Ángel de la muerte (asesino en serie)
Un ángel de la muerte o ángel de la misericordia es un término utilizado en la criminología para referirse a un tipo de asesino en serie, usualmente empleado como un cuidador o enfermero. Según los mitos se trataría de asesinas; por el contrario, en realidad, una parte sustancial de los ángeles de la muerte ha estado conformada por hombres. A menudo, el ángel de la muerte se encuentra en una posición de poder o son motivados por mantener el control. 
Una teoría para explicar este tipo particular de asesino en serie es la teoría de la neutralización. Desarrollada por los sociólogos Gresham Sykes y David Matza, sostiene que los criminales entienden la diferencia entre el bien y el mal. Para neutralizar sus acciones, los criminales desarrollan nuevas percepciones de forma que mitiguen las circunstancias de sus crímenes. En este caso, el asesino podría alegar que estaba ayudando a la víctima al aliviar su dolor.

## Casos en el campo médico
Algunas personas con interés patológico por el poder de dar vida o muerte tienden a ser atraídos por profesiones médicas o a adquirir un empleo relacionado. A menudo, estos tipos de asesinos son denominados «ángeles de la muerte» o «ángeles de la misericordia». Los profesionales médicos matarán a sus pacientes por dinero, por un sentido de placer sádico, por la creencia de que están «aliviando» el dolor del paciente o, simplemente, «porque pueden hacerlo».
Uno de estos asesinos fue la enfermera Jane Toppan, quien admitió durante su proceso judicial que la muerte la excitaba sexualmente. Toppan administraba una mezcla de drogas a pacientes que escogía como víctimas, se echaba en la cama con ellos y los mantenía cerca a su cuerpo mientras morían.
Otro ejemplo es Harold Shipman, apodado el «Doctor Muerte», un médico inglés que hacía parecer que sus víctimas fallecían por causas naturales. Entre 1975 y 1998, asesinó a por lo menos doscientos quince pacientes; aunque se sospecha que habría matado a doscientas cincuenta personas. Mientras que el Dr. John Bodkin Adams habría matado alrededor de  ciento sesenta y tres pacientes en Eastbourne, Inglaterra, si bien fue absuelto en 1957 del asesinato de uno de ellos.
Un caso de un ángel de la muerte sádico fue Richard Angelo, quien ideó un plan por el cual inyectaba fármacos a sus pacientes, corría a la sala a socorrerlos e intentaba «salvarlos», con el propósito de ser considerado un héroe por la familia del paciente. Esta emoción al inducir una crisis sanitaria para el paciente ha sido recientemente clasificada como una versión profesional del síndrome de Münchausen, denominada patomimia. Richard Angelo confesó haber matado a veinticinco de sus pacientes.
Varios de estos asesinatos involucraron un fraude. Por ejemplo, H. H. Holmes participó a menudo en fraudes a aseguradoras y estafas. Asimismo, Harold Shipman tuvo una condena previa por fraude y falsificación de prescripciones médicas, por lo que fue multado con £600.

## Ángeles de la muerte famosos

### En la Alemania Nazi
- Josef Mengele, médico y criminal de guerra nazi, especialmente conocido por sus experimentos médicos en el campo de concentración de Auschwitz que la mayor parte de las veces involucraba la muerte de los «pacientes».
- Herta Oberheuser, médica alemana nazi que realizó experimentos en mujeres y niños del campo de concentración de Ravensbrück.
- Wolfram Sievers, juzgado durante el Juicio de los doctores[15] y condenado a la pena capital por ahorcamiento. Se le acusó de realizar experimentos pseudocientíficos con prisioneros del campo de concentración de Struthof-Natzweiler.[16]

### SigloXX
- Beverley Allitt, enfermera británica, que entre febrero y abril de 1991, asesinó a cuatro niños, lo intentó con otros tres y provocó graves daños a seis en la unidad de cuidados intensivos infantiles donde trabajaba.
- Harold Shipman, médico inglés acusado de matar a 218 de sus pacientes, corroborado solamente en quince de los casos. Fue apodado el «Doctor Muerte». Uno de los asesinos en serie más prolíficos de la historia moderna.
- John Bodkin Adams, médico británico, conocido por ser uno de los más prolíficos asesinos en serie de la historia moderna.[17]
- Stephan Letter, conocido como "el ángel de la muerte de Sonthofen", enfermero alemán responsable de la muerte de veintinueve pacientes en la clínica en la que trabajaba.
- Joan Vila Dilmé, el "celador de Olot", enfermero geriátrico español que mató a once ancianos a su cargo entre 2009 y 2010.

- En Uruguay el 18 de marzo de 2012 la justicia procesó con prisión a tres enfermeros por el homicidio de al menos dieciséis pacientes del Hospital Maciel y la Asociación Española. Se trata de dos enfermeros, uno de cuarenta años trabajaba en el Hospital Maciel. El otro (Ariel Acevedo) tiene cuarenta y seis años y trabajaba exclusivamente en la Asociación Española (Prestadora de servicios privada), el tercero es una mujer que actuaba encubriendo a uno de ellos. Fuentes policiales manejan una cifra que supera las cincuenta muertes que en las que también podrían tener responsabilidad los enfermeros. Los implicados admitieron haberlo hecho por «piedad», sin embargo se comprobó que varios de los fallecidos no eran pacientes terminales. Se trató de un hecho que conmocionó al Uruguay que en su historia presentaba solamente a un asesino serial (Pablo Goncalvez).

Enfermeros inyectaban aire y morfina para matar a los pacientes

## Apariciones en la cultura popular

### En la literatura
- Las dos tías solteronas de la obra Arsénico y encaje antiguo de Joseph Kesselring actúan como ángeles de misericordia para ancianos solitarios, al envenenarlos con vino de saúco mezclado con arsénico, estricnina y cianuro.

- El personaje Annie Wilkes de la novela Misery de Stephen King parece ser una asesina en serie de este tipo.

- En la novela El cuadro de Agatha Christie, se menciona a un «ángel de misericordia».

### En la televisión
En la serie de televisión, Dexter, el primer asesinato de Dexter Morgan es el de la enfermera de su padre, un ángel de la muerte, que trabajaba en el ficticio Hospital Ángel de la Misericordia.
En la cuarta temporada de la serie de televisión, Fargo, la enfermera Oraetta Mayflower es la cuidadora del ficticio jefe de la mafia Donatello Fadda, al cual trata de asesinar con una sobredosis de medicamentos, sin embargo es descubierta por él y termina asesinándolo con una almohada.